# Smyrna (villa)
Smyrna es una villa ubicada en el condado de Chenango en el estado estadounidense de Nueva York. En el año 2000 tenía una población de 241 habitantes y una densidad poblacional de 379 personas por km².

## Geografía
Smyrna se encuentra ubicada en las coordenadas 42°41′11″N 75°34′17″O / 42.68639, -75.57139.

## Demografía
Según la Oficina del Censo en 2000 los ingresos medios por hogar en la localidad eran de $35,000, y los ingresos medios por familia eran $33,125. Los hombres tenían unos ingresos medios de $25,625 frente a los $17,500 para las mujeres. La renta per cápita para la localidad era de $12,310. Alrededor del 12% de la población estaban por debajo del umbral de pobreza.